# Sangala subcyanea
Sangala subcyanea är en fjärilsart som beskrevs av Paul Dognin 1903. Sangala subcyanea ingår i släktet Sangala och familjen mätare. Inga underarter finns listade.